# Karyés (ort i Grekland, Nordegeiska öarna)
Karyés (Karies) är en ort i Grekland.   Den ligger i prefekturen Chios och regionen Nordegeiska öarna, i den östra delen av landet, 210 km öster om huvudstaden Aten. Karyés ligger 312 meter över havet och antalet invånare är 618. Den ligger på ön Chios.
Terrängen runt Karyés är kuperad åt nordväst, men åt sydost är den platt. Havet är nära Karyés österut.  Närmaste större samhälle är Chios, 4,2 km sydost om Karyés. Runt Karyés är det i huvudsak tätbebyggt.